# روزگار خوش (مجموعه تلویزیونی)
روزگار خوش (لهستانی: Belle Epoque) یک مجموعهٔ تلویزیونی درام تاریخی لهستانی است که در سال ۲۰۱۶ ساخته و در سال ۲۰۱۷ منتشر شد.

## گزیدهٔ بازیگران
- پاوئو ماواشینسکی
- ماگدالنا چلتسکا
- آنا پروخنیاک
- ونسا الکساندر
- اریک لوبوس
- اولاف لوباشنکو
- ادوارد لینده-لوباشنکو
- ورونیکا روساتی
- مارچین چارنیک
- آرتور یانوشاک
- آگنیشکا چکاینسکا
- ماتئوش روشین
- اریک کولم